# Klasifikace strunatců
Moderní klasifikace strunatců uznává obvykle tři tradiční podkmeny, ale na nižších úrovních došlo k poměrně výrazným změnám. Hlavním požadavkem je v současné době monofyletičnost jednotlivých taxonů, a proto byla například zpochybněna třída ryby (Pistes) v tradičním pojetí. Parafyletická třída plazi nezahrnuje v klasickém pojetí všechny své potomky (ptáci jsou přímí potomci jedné linie plazů), ale přesto se obvykle třída plazů v systémech udržuje.
Taxon Chordata (česky strunatci) je přisuzován Williamu Batesonovi (1885). Klasifikace strunatců procházela složitým vývojem, nicméně již poměrně brzy se ukázalo, že mimo obratlovce se podobnou tělní stavbou vyznačují také pláštěnci a bezlebeční. Do dnešní doby se uznávají tyto tři skupiny (nejčastěji podkmeny) strunatců:
- podkmen pláštěnci (Tunicata)
- podkmen bezlebeční (Cephalochordata)
- podkmen obratlovci (Vertebrata)

Taxon strunatci je s největší pravděpodobností monofyletický, ačkoliv s důkazy pro tuto skutečnost byly poměrně značné problémy.

## Systém

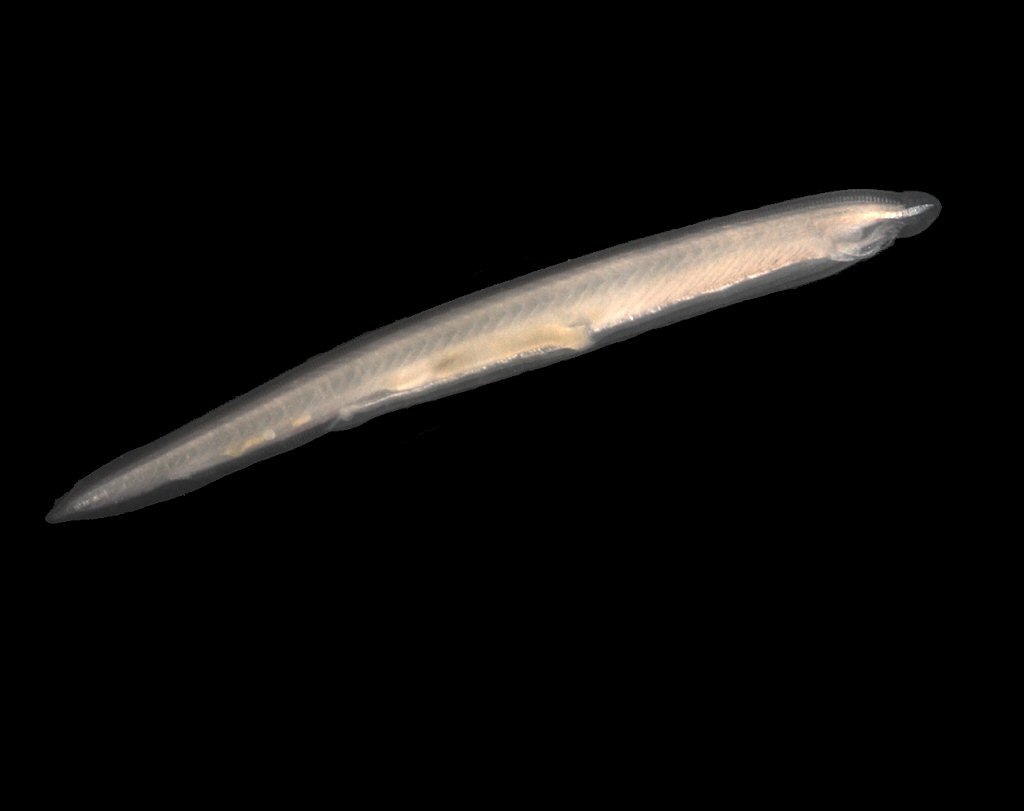
Bezlebeční (Cephalochordata)

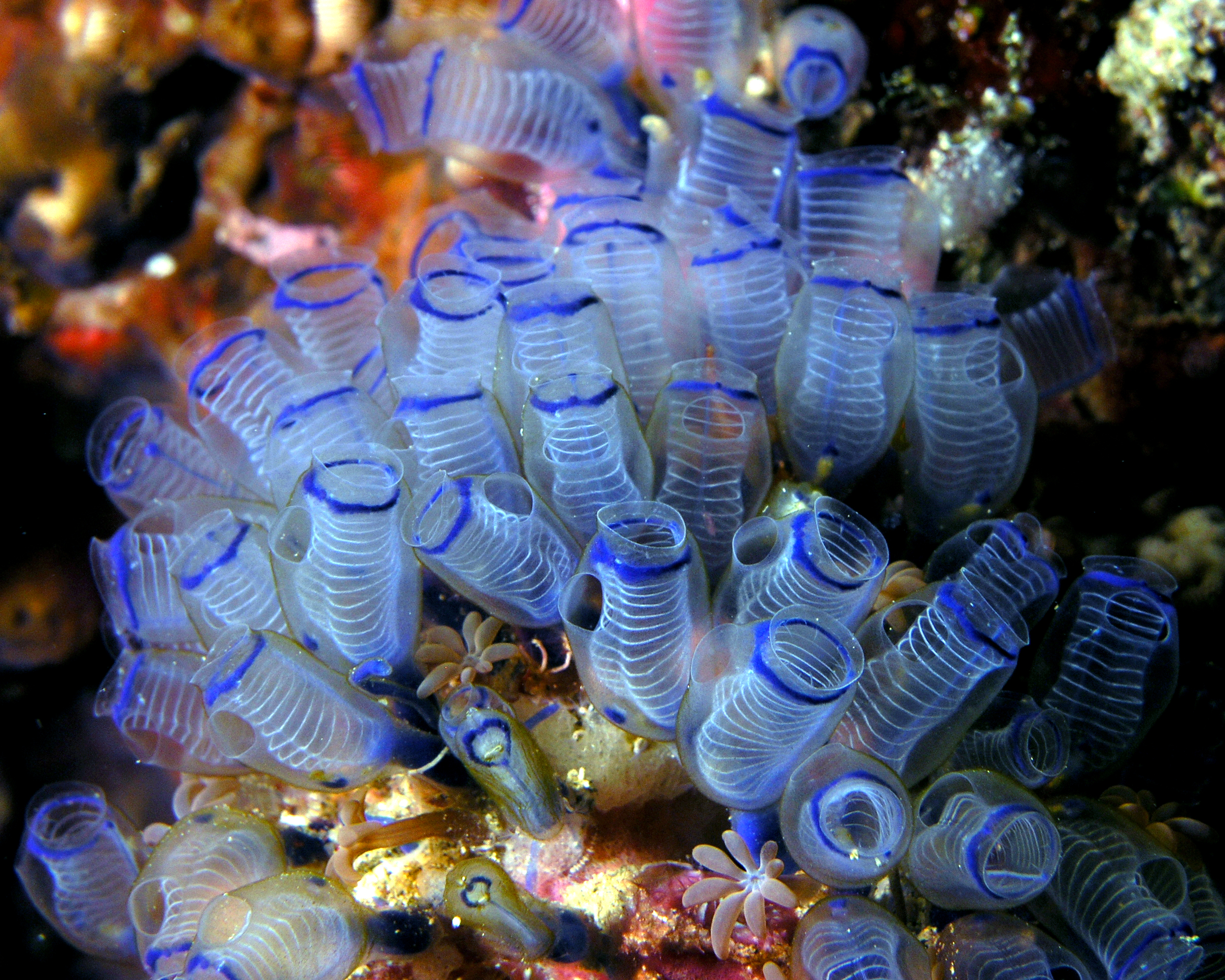
Pláštěnci (Tunicata)

Žralok a před ním lidé, oba zástupci obratlovců

Následující systém vychází z třetí edice knihy Vertebrate Palaeontology, systém pláštěnců je z knihy Fishes of the World. Systém dělá kompromis mezi požadavkem na linnéovskou taxonomii a snahou vytvářet monofyletické (přirozené) vývojové linie.
- kmen Chordata – strunatci
  - podkmen Tunicata (Urochordata) – pláštěnci
    - třída Ascidiacea – sumky
    - třída Thaliacea – salpy
    - třída Appendicularia – vršenky

  - podkmen Cephalochordata (Acraniata) – bezlebeční (kopinatci)
  - podkmen Craniata – obratlovci
    - třída Agnatha[pozn 1] (bezčelistnatci)
      - podtřída Myxinoidea (sliznatky)
      - podtřída Petromyzontida (mihule)
      - podtřída Conodonta (konodonti) †
      - podtřída Pteraspidomorphi †
        - řád Anaspida †
        - řád Thelodonti †

    - infrakmen Gnathostomata (čelistnatci)
      - třída Placodermi (pancířnatci) †
      - třída Chondrichthyes (paryby)
      - třída Acanthodii †
      - třída Osteichthyes[pozn 1] (ryby)
        - podtřída Actinopterygii (paprskoploutví)
        - podtřída Sarcopterygii (lalokoploutví)

      - nadtřída Tetrapoda (čtyřnožci)
        - třída Amphibia (obojživelníci)
        - Amniota
          - třída Reptilia[pozn 1] (plazi)
            - podtřída Anapsida (zřejmě včetně želv)
            - podtřída Synapsida
            - podtřída Diapsida

          - třída Aves  (ptáci)
          - třída Mammalia (savci)

1. 1 2 3  Takto označený taxon je pravděpodobně nepřirozený, parafyletický.

## Vztahy mezi podkmeny
Vzájemné vztahy tří hlavních podkmenů nejsou zcela jisté. Některé (zejména starší) zdroje považují za sesterskou skupinu obratlovců bezlebečné (taxon Euchordata):

|            | pláštěnci                                                             |
|            |                                                                       |
| Euchordata | \| \| bezlebeční (kopinatci) \| \| \| \| \| \| obratlovci \| \| \| \| |
|            | \| \| bezlebeční (kopinatci) \| \| \| \| \| \| obratlovci \| \| \| \| |
|            | bezlebeční (kopinatci)                                                |
|            |                                                                       |
|            | obratlovci                                                            |
|            |                                                                       |

|  | bezlebeční (kopinatci) |
|  |                        |
|  | obratlovci             |
|  |                        |

Mnohé nedávné studie však přichází se zcela novým konceptem, který považuje pláštěnce za příbuznější obratlovcům, než jsou kopinatci (taxon Olfactores):

|            | bezlebeční (kopinatci)                                   |
|            |                                                          |
| Olfactores | \| \| pláštěnci \| \| \| \| \| \| obratlovci \| \| \| \| |
|            | \| \| pláštěnci \| \| \| \| \| \| obratlovci \| \| \| \| |
|            | pláštěnci                                                |
|            |                                                          |
|            | obratlovci                                               |
|            |                                                          |

|  | pláštěnci  |
|  |            |
|  | obratlovci |
|  |            |